# Прва савезна лига Југославије у фудбалу 1971/72.

Прва савезна лига Југославије у фудбалу 1971/72. је била највиши ранг фудбалског такмичења у Југославији 1971/72. године и 44. сезона по реду у којој је организовано првенство у фудбалу. Титулу је освојио Жељезничар из Сарајева, освојивши своју прву титулу. Из лиге су испали крагујевачки Раднички и Марибор.

## Учесници првенства
У фудбалском првенство Југославије у сезони 1971/72. је учествовало укупно 18 тимова, од којих су 6 из СР Србије, 6 из СР Босне и Херцеговине, и по 2 из СР Хрватске, и СР Словеније, и по 1 из СР Црне Горе, и СР Македоније.
- Борац, Бања Лука
- Вардар, Скопље
- Вележ, Мостар
- Војводина, Нови Сад
- Динамо, Загреб
- Жељезничар, Сарајево
- Марибор
- Олимпија, Љубљана
- ОФК, Београд
- Партизан, Београд
- Раднички, Крагујевац
- Раднички, Ниш
- Сарајево
- Слобода, Тузла
- Сутјеска, Никшић
- Хајдук, Сплит
- Црвена звезда, Београд
- Челик, Зеница

## Табела
| Место | Клуб          | мечева | победа | нерешених | пораза | дати голови | примљени голови | гол разлика | бодова |
| ----- | ------------- | ------ | ------ | --------- | ------ | ----------- | --------------- | ----------- | ------ |
| 1     | Жељезничар    | 34     | 21     | 9         | 4      | 55          | 20              | +35         | 51     |
| 2     | Црвена звезда | 34     | 19     | 11        | 4      | 57          | 21              | +36         | 49     |
| 3     | ОФК           | 34     | 17     | 11        | 6      | 56          | 26              | +30         | 45     |
| 4     | Војводина     | 34     | 15     | 12        | 7      | 50          | 38              | +12         | 42     |
| 5     | Партизан      | 34     | 15     | 9         | 10     | 41          | 35              | +6          | 39     |
| 6     | Вележ         | 34     | 14     | 10        | 10     | 58          | 32              | +26         | 38     |
| 7     | Слобода       | 34     | 12     | 11        | 11     | 34          | 33              | +1          | 35     |
| 8     | Динамо        | 34     | 11     | 10        | 13     | 47          | 40              | +7          | 32     |
| 9     | Олимпија      | 34     | 13     | 5         | 16     | 46          | 51              | -5          | 31     |
| 10    | Хајдук        | 34     | 12     | 7         | 15     | 45          | 56              | -11         | 31     |
| 11    | Вардар        | 34     | 8      | 14        | 12     | 31          | 44              | -13         | 30     |
| 12    | Челик         | 34     | 9      | 12        | 13     | 27          | 40              | -13         | 30     |
| 13    | Борац         | 34     | 12     | 6         | 16     | 31          | 46              | -15         | 30     |
| 14    | Раднички Н.   | 34     | 11     | 7         | 16     | 38          | 49              | -11         | 29     |
| 15    | Сарајево      | 34     | 10     | 8         | 16     | 43          | 46              | -3          | 28     |
| 16    | Сутјеска      | 34     | 9      | 10        | 15     | 25          | 39              | -14         | 28     |
| 17    | Раднички К.   | 34     | 7      | 10        | 17     | 24          | 55              | -31         | 24     |
| 18    | Марибор       | 34     | 3      | 14        | 17     | 24          | 61              | -37         | 20     |
|       | Бор           |        |        |           |        |             |                 |             |        |
|       | Спартак       |        |        |           |        |             |                 |             |        |

Најбољи стрелац лиге био је Слободан Сантрач из ОФК Београда са 33 гола из 34 утакмице.

## Освајач лиге
- ЖЕЉЕЗНИЧАР САРАЈЕВО (тренер: Милан Рибар)

играчи: (утакмица/голова): 
- Јосип Каталински (34/12)
- Слободан Јањуш (34/0) -голман-
- Енвер Хаџиабдић (34/0)
- Божо Јанковић (33/13)
- Благоје Братић (33/7)
- Велија Бечирспахић (33/1)
- Јосип Букал (32/14)
- Един Спречо (32/5)
- Бранимир Јелушић (32/2)
- Авдија Дераковић (31/1)
- Драган Коковић (26/0)
- Фахрија Хрват (15/0)
- Милош Радовић (8/0)
- Слободан Којовић (6/0)
- Жељко Родић (4/0)
- Нусрет Кадрић (2/0)
- Хајрудин Сарачевић (2/0)
- Џемалудин Шербо (2/0)

| Првак Југославије у фудбалу 1971/72. |
| ------------------------------------ |
| Жељезничар 1. титула                 |